# Lotus de l'Índia
El lotus de l'Índia (Nelumbo nucifera) és una espècie d'angiosperma de la família dels Nelumbonaceae, nadiua de l'Índia i extrem orient. És una planta aquàtica, amb flors vistoses i llavors comestibles, que té un fort simbolisme espiritual en les religions i filosofies d'Àsia.

## Noms comuns
Nelumbo nucifera rep diversos noms comuns en català: lotus, lotus de l'Índia, nelumbe, nelumbo, flor del nelumbe.

## Distribució i hàbitat

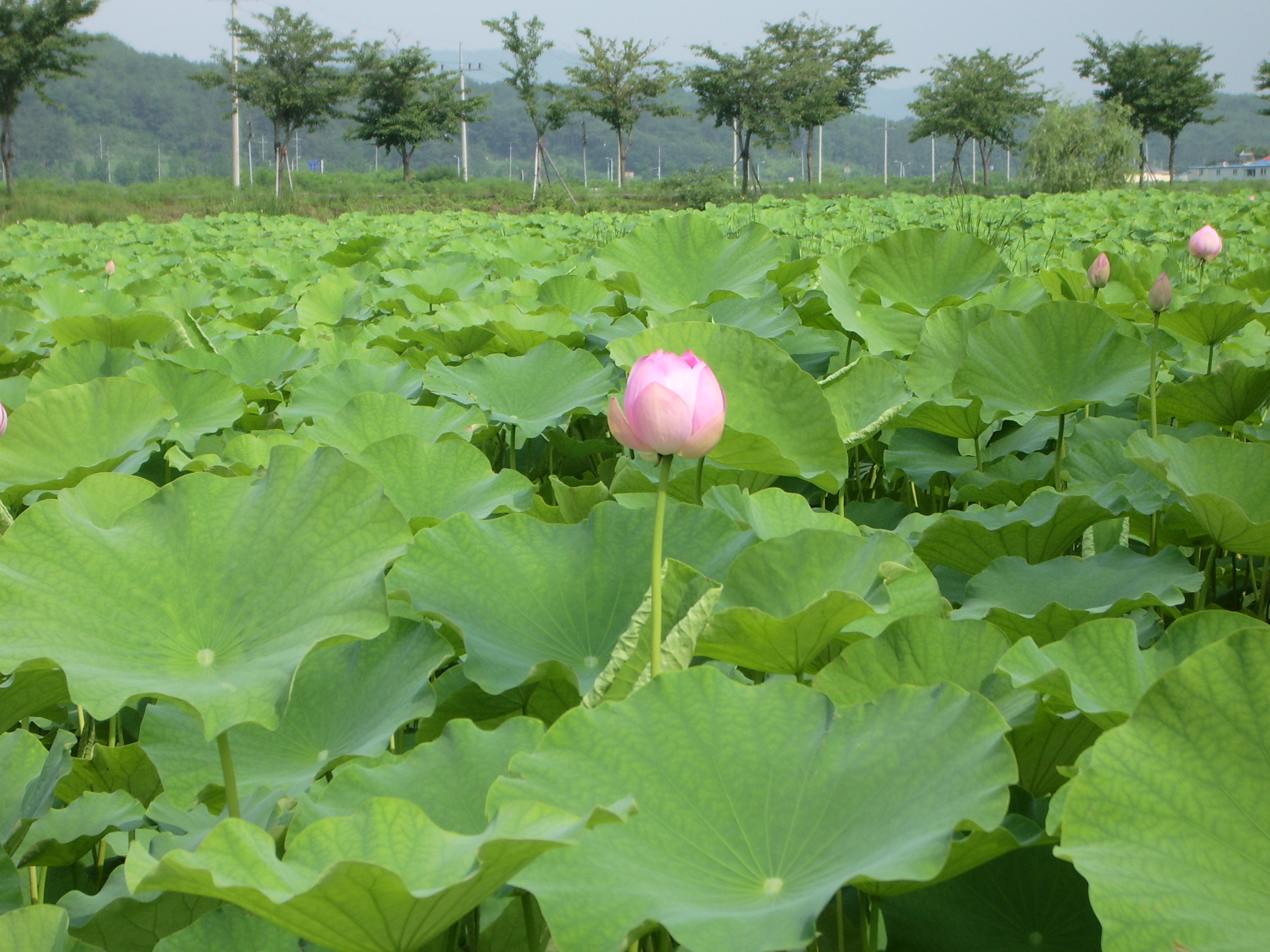
Estany cobert de lotus a Gyeongju (경주) (Corea del Sud)

El lotus sagrat és originari del subcontinent indi, d'on es va estendre en temps molt antics al Sud-est asiàtic, la Xina, el Japó i altres regions temperades i tropicals d'Àsia.
Actualment, s'ha estès arreu del món com a planta decorativa, car és una espècie molt utilitzada en jardineria per a decorar estanys i petites basses d'aigua. Es troba en molts jardins i parcs de les zones subàrtiques, i poden resistir prou bé les temperatures baixes ocasionals. També pot suportar glaçades de fins a –15 °C si l'arrel es troba submergida com a mínim en 1 m d'aigua.
Creix en estanys poc profunds, rius de corrent suau i aiguamolls, i pot ocupar extensions molt grans. Sovint, el lotus sagrat creix en llocs d'inundació intermitent. La planta pot sobreviure en aigües de fins a 2,4 m de profunditat
 i pot suportar períodes més o menys llargs d'assecament del seu entorn. També creix a la vora de llacs, embassaments i séquies.

## Descripció

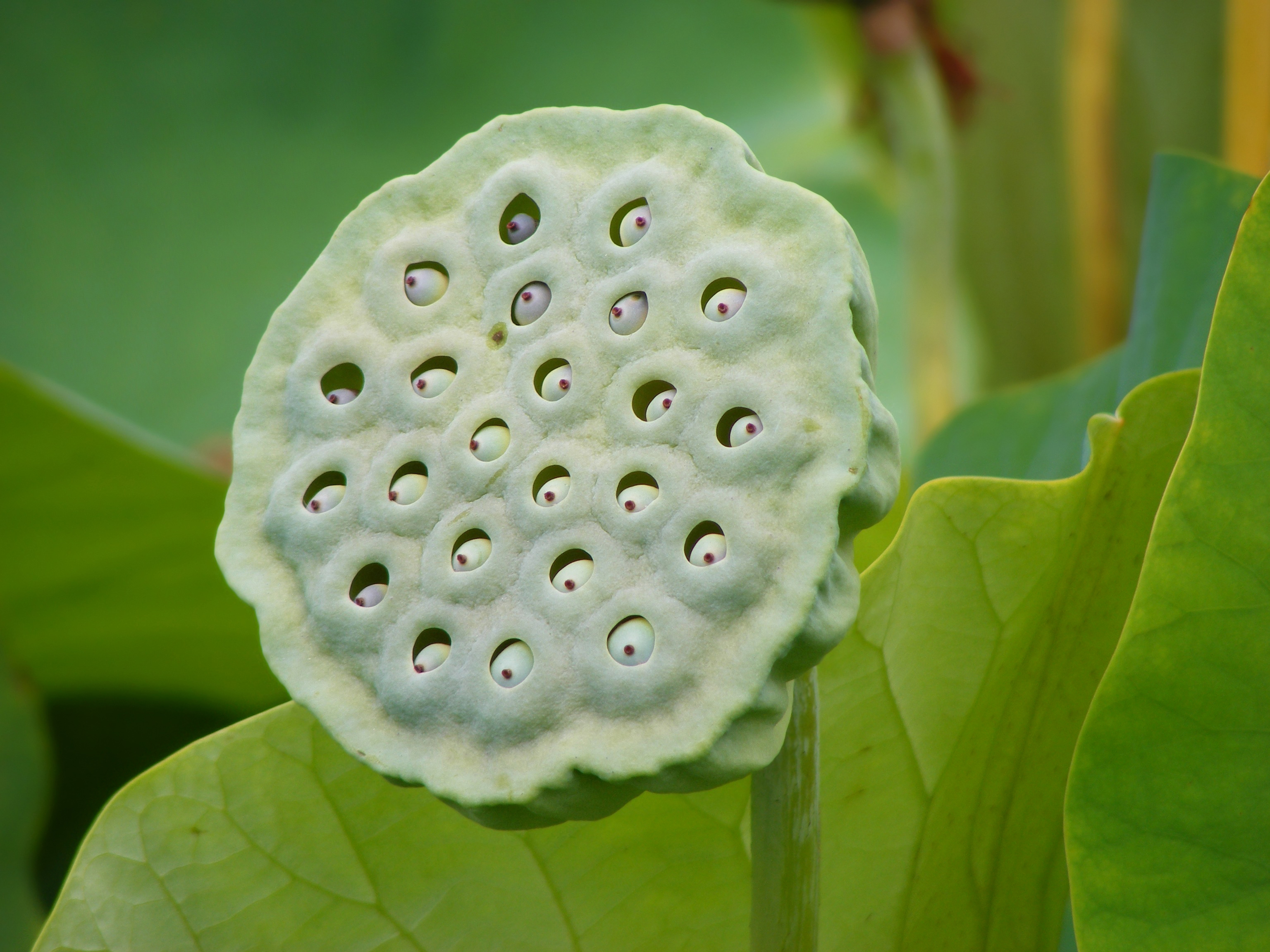
Fruit del lotus sagrat

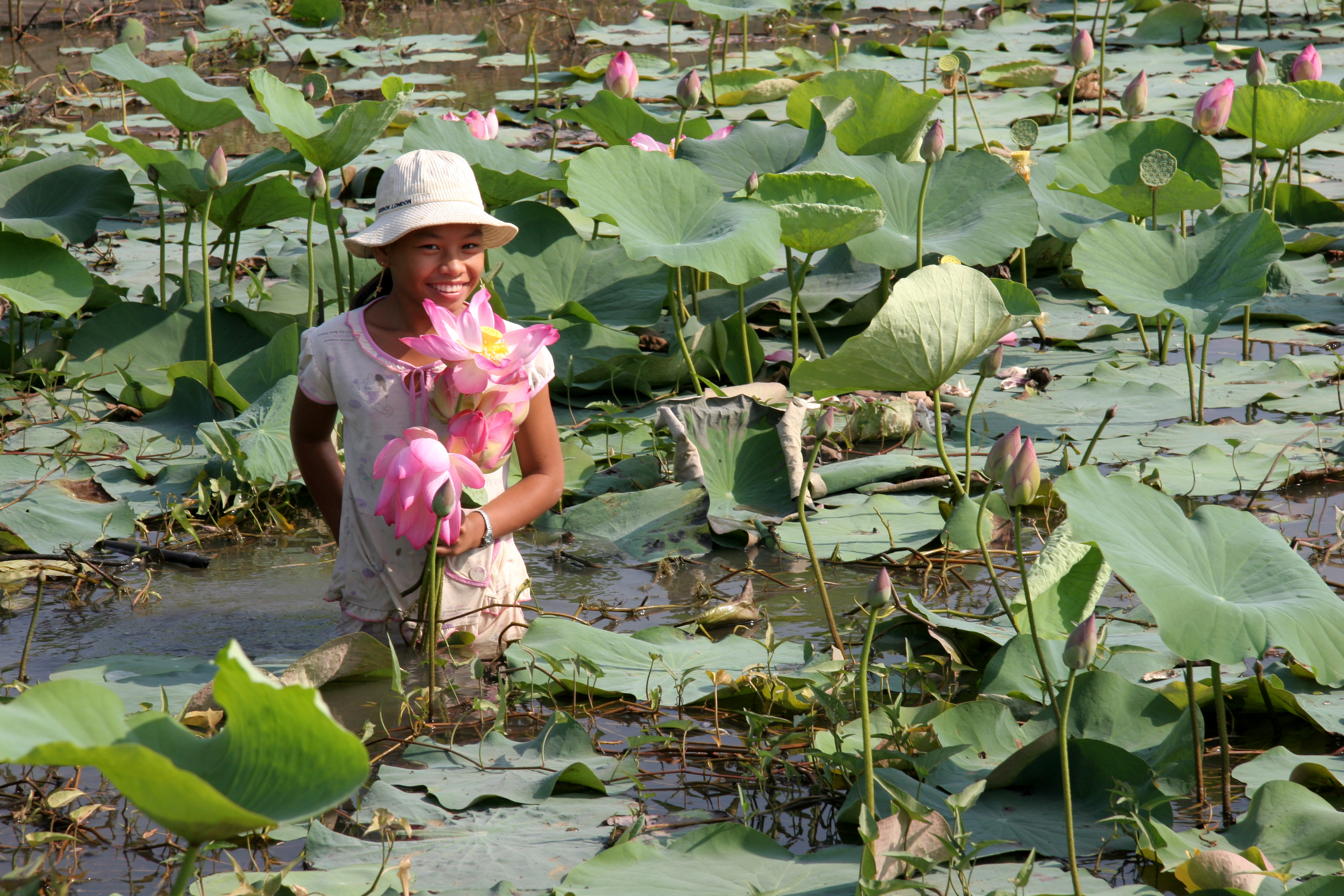
La planta del lotus creix en basses grans i sovint no és apta per a estanys petits de jardí

És una planta aquàtica perenne. Les arrels formen tubèrculs que tenen múltiples rizomes i, així, les plantes del lotus es troben fermament amarrades al fang del fons de l'estany o riu.
Aquesta planta es confon sovint amb els nenúfars, però aquests tenen una estructura molt diferent. Mentre que els nenúfars creixen damunt de la superfície, la flor i les fulles del lotus es troben a l'extrem d'una poderosa tija que s'eleva per damunt de l'aigua fins a 1 m d'altura.
La flor del lotus és molt gran, i pot fer fins a 35 cm de diàmetre. Creix de manera erecta, ultrapassant normalment les fulles més altes. Generalment, és de color blanc amb marges rosats o de color rosa pàl·lid, però hi ha varietats totalment blanques o groguenques. La flor d'aquesta planta té propietats termoreguladores.
El fruit del lotus sagrat sembla el broc d'una regadora i té de 15 a 20 alvèols que contenen un aqueni de la talla d'una avellana menuda. Les llavors assecades poden sobreviure molt de temps. Un equip de la Universitat de Califòrnia a Los Angeles (UCLA) va reeixir a fer germinar una llavor de lotus de 1.300 anys, trobada en el llit assecat d'un antic llac a Pulantien, a la província xinesa de Liaoning.

El lotus és una planta amb fulles i tiges de grans dimensions. Com que calen estanys grans i relativament profunds, sovint la varietat comuna no és apta per a estanys petits de jardí. S'han desenvolupat, però, varietats de jardineria de mesures més petites. Aquestes poden créixer en recipients de terrissa similars a una cassola.
El lotus sagrat indi està llunyanament emparentat amb el lotus sagrat egipci (Nymphaea caerulea), planta d'efectes narcòtics. Tant Nymphaea caerulea com Nelumbo nucifera contenen els alcaloides nuciferina i aporfina.

## Gastronomia

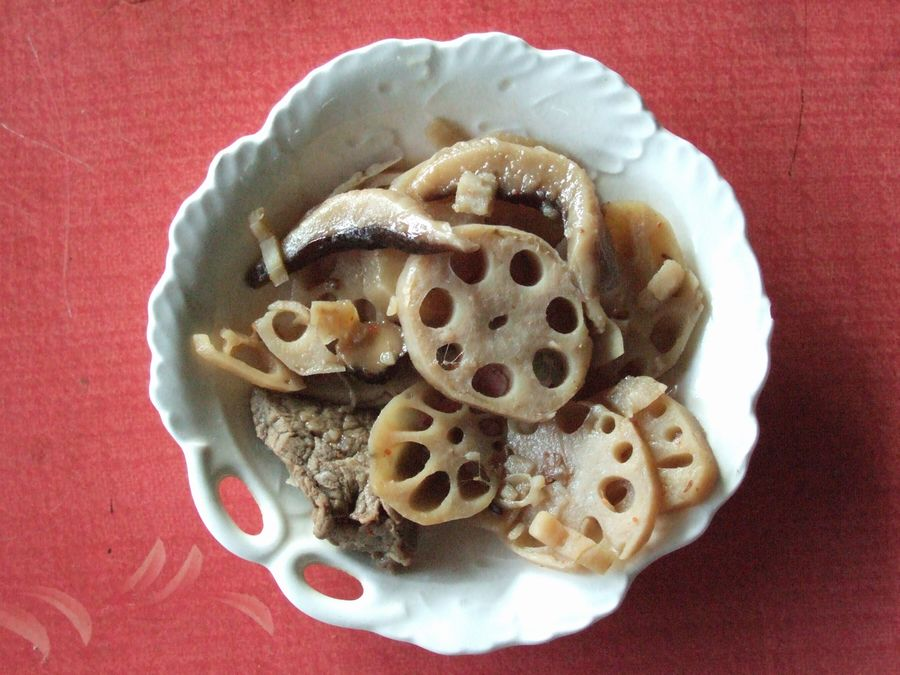
Talls de rizoma de lotus

Moltes parts d'aquesta planta són utilitzades en la cuina de l'Índia, Sri Lanka, Tailàndia, Cambodja, Vietnam i la Xina.
Les llavors de lotus són comestibles i, segons la medicina tradicional xinesa, asseguren la longevitat. Són conegudes com a liánzĭ (蓮子) a la Xina. Es poden menjar crues i tenen un gust semblant al de les ametlles tendres, ans que un xic més amarg. També es mengen rostides com si fossin castanyes, o assecades i rebentades com si fossin crispetes.
Els rizomes es coneixen com a 蓮藕 liánú en pinyin, ngau en cantonès, bhe en hindi i urdú, renkon (レンコン,蓮根) en japonès) i yeongeun (연근) en coreà. Tallats en làmines, es mengen com a llegums fregits o bullits. També s'arrebossen amb pasta d'arròs per fregir. Com que són insípids, normalment es condimenten amb salses i espècies. A Corea, es posen a confitar en salsa de soia perquè prenguin gust.
Les flors i les fulles també tenen propietats medicinals i cosmètiques. Els estams secs s'utilitzen per a fer una tisana perfumada, coneguda amb el nom de liánhuā cha (蓮花 茶) a la Xina, o per aromatitzar les fulles de te al Vietnam. A Corea, amb els pètals secs de la varietat blanca es prepara la tisana yeonkkotcha (연꽃차), i amb les fulles seques la preparació coneguda com a yeonipcha (연잎차).

## Simbolisme
La flor del lotus sagrat té un simbolisme espiritual en les religions i filosofies més importants d'Àsia. En l'hinduisme i el budisme, la flor del lotus constitueix un símbol de puresa i no-aferrament, representant la capacitat de transcendir i resistir les temptacions de la vida. Nascut del fang, el lotus té la facultat d'elevar-se i obrir-se damunt de l'aigua mostrant-se pur i immaculat. En el disseny de l'interior de la flor, els textos hindús veuen un txakra o símbol geomètric de la perfecció del cosmos.
Moltes divinitats de l'hinduisme, el budisme i dels sistemes espirituals derivats de la Xina i el Japó es troben damunt d'un lotus. El buda, quan va néixer, va caminar i va fer créixer flors de lotus a cada pas que va donar.
El significat del nom de Padmasambhava (conegut també com a guru Rimpotxe), personalitat d'importància capital dins del budisme tibetà, és 'nascut del lotus'.
En la literatura clàssica de moltes cultures de l'Àsia, el lotus està present sovint de forma figurativa, representant l'elegància, la perfecció, la bellesa i la gràcia, utilitzant-se sovint com a al·legoria per a atributs femenins. La paraula padma (पद्म) del sànscrit té moltíssims sinònims, els més comuns dels quals són ambuja, niraj, pankaj, pankaja, kamal, kamala, kunala, aravind, arvind, nalini, saroja; i té també derivats, com padmavati ('posseint lotus') o padmini ('plena de lotus').
Aquests noms s'empren sovint com a nom de dona a l'Índia i en molts altres països influenciats per la cultura índica, com Nepal, Sri Lanka, Tailàndia, Cambodja, Indonèsia i Laos.
Tot i que no és de color blau, aquest lotus es coneix també com a lotus blau (nilkamal) de forma poètica en la literatura del subcontinent indi. Aquest nom s'origina en el to blavós que prenen les flors del nelumbe sagrat en la llum del capvespre, moment que va inspirar els poetes. Normalment, l'apel·latiu de lotus blau s'aplica al lotus blau egipci (Nymphaea caerulea).
La postura del lotus (devanāgarī: पद्मासन; IAST: padmāsana; japonés: Nihongo kekka fuza 結跏趺坐) és una postura del ioga que es va originar en les antigues pràctiques meditatives de l'Índia.
La flor d'aquest lotus és la flor nacional de l'Índia i el Vietnam. És també l'emblema del BJP (Bharatiya Janatha Party), partit nacionalista prohindú de l'Índia i del grup religiós dels Bahai, originari de l'Iran, que té un temple a Nova Delhi amb forma de lotus.

### Dita
Aquell que fa ço que cal fer a cada moment sense interessos personals, deixant anar qualsevol possible benefici a la voluntat del Déu suprem, no es troba lligat a les temptacions del pecat, i és com el lotus, a qui l'aigua no toca.
Bhagavad Gita 5.10